# رکنرول ۱۷۰۵۸
سیارک ۱۷۰۵۸ (به انگلیسی: 17058 Rocknroll، نامگذاری:1999GA5) هفده هزار و پنجاه و هشتمین سیارک کشف شده‌است که در ۱۳ آوریل ۱۹۹۹ کشف شد.
قدر مطلق سیارک برابر ۱۴٫۹۰ است.
این سیاره به نام موسیقی راک اند رول نام‌گذاری شده‌است.